# Particel·la
Una particel·la és una partitura en la qual només hi ha escrit allò que ha d'interpretar un sol intèrpret o un grup d'intèrprets que toquen o canten exactament el mateix, a diferència de la partitura general en la qual hi ha, escrits simultàniament, tots els sons que han d'interpretar tots els intèrprets que conjuntament interpreten una composició. En la major part dels àmbits de la interpretació es fan servir particel·les i, en aquests, només el director en els cas que n'hi hagi, utilitza partitura general. Per això, i donat que la figura del director és relativament recent i només es dona en alguns tipus de música, al llarg de la història de la música europea el vehicle més habitual per anotar la música per ser interpretada en conjunt han estat les particel·les. En canvi, modernament, la majoria de corals canten utilitzant partitures generals, si més no de les parts vocals, mentre que si hi ha acompanyament orquestral, aquest acostuma a figurar en una reducció per a piano.